# Takatsukasa Fuyuie
Takatsukasa Fuyuie (japanisch 鷹司 冬家; * 1367; † 8. Juli 1428) war ein Spross der hochadligen Familie Takatsukasa, von Konoe Iezane abstammend, die als eine der go-sekke für würdig genug galt Regenten für japanische Herrscher zu stellen.
Er war der älteste Sohn des Fuyumichi und wurde 1382 Gon-Chūnagon, nachdem er bereits drei Jahre im dritten folgenden Rang gestanden hatte.
Er hielt dreimal das Amt eines Gon-Dainagon (権大納言), nämlich 1388–90, 1390–94 und nochmal 1395–99. 1407 wurde er dann zum „Kanzler zur Rechten“ (Udaijin). Nach seinem Ausscheiden aus diesem Amt 1410 erfolgte im folgenden Jahr die Erhebung in den folgenden ersten Rang.
Er trat 1425 in den Tosetsu-Tempel ein. Bekannt war er auch als Goisshin-in.
Sein ältester Sohn war Fusahira, der jüngere der Söhne trat unter dem Namen Shoen (昭圓; † 1437) in den Kōfuku-ji ein.